# Peder Rasmussen (opfinder)
 Der er flere personer med dette navn, se Peter Rasmussen.
Peder Rasmussen (kaldet Rudkøbings Rasmussen) (8. december 1790 i Snøde el. Stoense – 17. juni 1865 i Rudkøbing) var en dansk opfinder og historisk forfatter, som i dag især huskes for sine ”revolver-geværer”, der var forud for deres tid. 

## Biografi
Peder Ramussen blev født i jævne kår som søn af fæstebonden Rasmus Jensen og Else Christensdatter på Nordlangeland. Som en opvakt bondedreng, var han så heldig at komme i skriver-lære på herregården Nedergård. 
I 1811 fik han ansættelse som fuldmægtig for byskriveren i Rudkøbing, og efter at have taget embedseksamen i jura i 1815 ansat som godsforvalter på Espe ved Skælskør. 
I 1820 blev han prokurator og giftede sig samme år med Christine Elisabeth Jensen (11. april 1800 – 28. januar 1879). Hendes far var møller, og da parret året efter flyttede tilbage til Langeland, købte Rasmussen for sin kones medgift Hine Mølle, den ene af de tre vindmøller i Rudkøbing. 
Rasmussen fik i alt 11 børn med sin kone, hvoraf tre døde i Rasmussens levetid.

## Opfinderen Rudkøbings Rasmussen
Den ret solide stilling, Rasmussen havde drevet det til som møller og prokurator, gjorde ham i stand til, ved siden af sine faste beskæftigelser, at udtænke forskellige opfindelser og forslag til forbedringer af diverse maskiner. Da han tilmed havde stor mekanisk snilde, var der derfor ikke langt fra tanke til handling. 
Langelands Avis Arkiveret 12. august 2007 hos  Wayback Machine bragte i 1852 et helt tillæg kun med Rasmussens opfindelser, i alt 74 forskellige. Disse spænder fra et forbedret pendul-ur over "maskiner til at sejle såvel i luften som under vandet" (flyvemaskiner og ubåde). 
Ifølge kataloget havde han allerede i begyndelsen af 1830'erne (før Ericsson 1836) ladet "udføre skruer med vinger til at fremdrive skibe såvelsom et hjulværk til at omdreje samme." – altså opfundet den moderne skibsskrue. 
Det er dog næppe sandsynligt at alle ideerne er blevet ført ud i livet, endsige udført i fuld skala. 
Af andre opfindelser kan nævnes "en plov, hvorved der kan pløjes uden styrer", en høstmaskine, vævemaskine, sættemaskine m.fl. I 1836 fik han en præmie på hele 1400 rigsbankdaler af Landhusholdningsselskabet for en maskine til rensning og spinding af hør.

## Rasmussens Revolvergevær
Steen Steensen Blicher var i efteråret 1843 på Langeland, og nævnte efter hjemkomsten i Randers Amtsavis specifikt Rasmussens opfindelser og nævner også hans mest geniale og velfungerende opfindelse, revolvergeværet: "Rasmussen har opfundet] et Locostativ, der vil realisere Kants og andre menneskevenlige Philosophers Idee: den evige Fred. Det er en Bøsse, med hvilken Man, uden at lade, skyder ligesaa mange Kugler ud, som der er Secunder i Minutet. Tusinde Mand kan inden fem Minutter tilintetgjøre hundredtusinde indbrydende Fjender."
Dette gevær, eller riffel, havde Rasmussen allerede udtænkt i slutningen af 1820'erne og udført som model i træ i 1828. Inspirationen kom fra hans oplevelse af de urolige år i Danmark under Englandskrigene. Han ønskede derfor "at der måtte findes midler, som kunne bidrage til landets kraftige forsvar imod ethvert lignende uretfærdigt angreb udefra".
I 1832-34 konstruerede han så sit våben, der bestod af et et-løbet gevær med en omdrejende tromle med plads til ti ladninger (kaliber 15,9 mm), der kunne afskydes successivt eller enkeltvis – et revolver-princip der blev 'genopfundet' af Samuel Colt i 1835.
Geværet var for så vidt en revolution, indenfor skydevåben, ganske som Blicher begejstret bemærkede, både i forhold til revolver-princippet, og i forhold til de samtidige forlade-geværer, som den danske hær benyttede sig af.
I efteråret 1834 rejste Rasmussen til København, hvor han fik foretræde og tilladelse til prøveskydning i selveste kongens nærværelse. Kongen var begejstret, men det var krigskommissionen desværre ikke, så Rasmussen måtte rejse hjem med uforrettet sag.
Rasmussen forfinede de følgende år sit gevær og forsøgte gentagne gange over de næste ca. 20 år forgæves at afsætte opfindelsen til myndighederne. Hver gang blev han dog afvist med forskellige begrundelser, selvom der blev iværksat forskellige prøver af geværets duelighed, både ved hæren og søværnet.
Rasmussen ønskede (naturligt nok) at beholde rettighederne til opfindelsen og dermed lukrere på den, hvilket myndighederne ikke ville gå ind på, men derudover anså krigskommissionen simpelthen geværet for uegnet til krigsbrug, hvorefter sagen blev trukket i langdrag og syltet!
I 1848 kom den første af de katastrofale Slesvigske krige, hvor de danske soldater nok kunne have gjort brug af revolvergeværet, men i 1854 besluttede man fra myndighedernes side til endeligt at afslutte sagen, hvorefter Rasmussen fik Dannebrogordenen og tak for ulejligheden.
Rasmussen levede sine sidste år i stilhed, og skrev bl.a. et vigtigt lokalhistorisk værk: Oplysninger betræffende Rudkøbing Købstad (1849).